# Елиас Хоу
Елиас Хоу (на английски: Elias Howe; роден на 9 юли 1819 г. в Спенсър, починал на 3 октомври 1867 г. в Бруклин) е американски изобретател, известен като създател на шевната машина..

## Биография
Хоу още от детството си показва голям интерес към машините.
От 1835 до 1837 г. работи във фабрика за памук. Там започва да се занимава с разработването на шевна машина. След като в продължение на 5 години работи по конструкцията, успява да създаде работеща машина с 300 бода в минута, при производителност при ръчното шиене 50 бода, като обаче извършва с нея шев само по права линия. Като не успява да се наложи в САЩ, Хоу отива в Англия през 1846 г., където продава правата за продажба на машината си. При връщането си в САЩ открива, че фирмата на Айзък Сингер, който усъвършенства неговата конструкция, е организирал производството и продажбата на направените много по-практични машини. След 5 години съдебни дела през 1854 г. съдът признава приоритета за техническите решения, използвани в машината като патент на Елиас Хоу и определя заплащане на правата за всяка продавана машина. По този начин той получава роялти такса за всяка машина, произведена в САЩ от Сингер и други производители.